# Нойфельдерког
Нойфельдерког (нім. Neufelderkoog) — громада в Німеччині, розташована в землі Шлезвіг-Гольштейн. Входить до складу району Дітмаршен. Складова частина об'єднання громад Марне-Нордзе.
Площа — 9,76 км2. Населення становить 116 ос. (станом на 31 грудня 2020).